# Cappellano maggiore del Regno del Portogallo
Il Cappellano maggiore del Regno del Portogallo (in portoghese: Capelão-mor do Rei) aveva le funzioni di cappellano e fidalgo della Real Casa portoghese che, in seguito dal 1716 al 1910, vennero esercitate dal patriarca di Lisbona.

## Storia
Dall'inizio del XV secolo, il cappellano del re era un chierico di dignità episcopale, di solito un vescovo. A causa delle dignità ecclesiastiche che ricopriva, riusciva ad assistere solo a cerimonie di maggiore importanza, poiché spesso assente dalla corte. Lo stesso fu per l'elemosiniere, gli abati del Monastero di Alcobaça e alcuni dei confessori più rilevanti dei monarchi portoghesi nel XV secolo.

## Organizzazione
Alla giurisdizione cappella reale e della sua curia appartenevano anche i cappellani ordinari, quelli personali dei membri della famiglia reale (come l'Infante), nonché i confessori e l'elemosiniere maggiore. Quest'ultima carica era riservata all'abbate del Monastero di Alcobaça.

## Cronologia dei cappellani maggiori
- Martim Gonçalves (1387)
- João Lourenço do Porto (1402-1417)
- Lourenço Afonso (1417-29)
- Afonso Anes (1432)
- Umberto de Salinis (1418)
- Aimaro de Aurillac (1438-1444)
- Luís Pires (1444-1448)
- João Manuel (1449-1463)

...
- Luís de Sousa (1669 - 3 gennaio 1702 deceduto)

### Dal 1716 al 1910
- Tomás de Almeida † (7 dicembre 1716 - 27 febbraio 1754 deceduto)
- José Manuel da Cámara d'Atalaia † (20 maggio 1754 - 9 luglio 1758 deceduto)
- Francisco de Saldanha da Gama † (28 maggio 1759 - 1º novembre 1776 deceduto)
  - Sede vacante (1776-1779)

- Fernando de Sousa e Silva † (1º marzo 1779 - 11 aprile 1786 deceduto)
- José Francisco Miguel António de Mendonça † (10 marzo 1788 - 11 febbraio 1818 deceduto)
- Carlos da Cunha e Menezes † (23 agosto 1819 - 14 dicembre 1825 deceduto)
- Patrício da Silva, O.S.A. † (13 marzo 1826 - 3 gennaio 1840 deceduto)
  - Sede vacante (1840-1843)
- Francisco de São Luiz (Manoel Justiniano) Saraiva, O.S.B. † (3 aprile 1843 - 7 maggio 1845 deceduto)
- Guilherme Henriques de Carvalho † (24 novembre 1845 - 15 novembre 1857 deceduto)
- Manuel Bento Rodrigues da Silva, C.R.S.J.E. † (18 marzo 1858 - 26 settembre 1869 deceduto)
- Inácio do Nascimento Morais Cardoso † (25 aprile 1871 - 23 febbraio 1883 deceduto)
- José Sebastião d'Almeida Neto, O.F.M. † (9 agosto 1883 - 7 novembre 1907 dimesso)
- António Mendes Bello † (19 dicembre 1907 - 5 agosto 1929 deceduto)